# Cyclops juri
Cyclops juri – gatunek widłonoga z rodziny Cyclopidae. Opisała go w 1990 roku rosyjska badaczka E.A. Strielecka.